# Школа будущего. Как вырастить талантливого ребёнка
«Школа будущего. Как вырастить талантливого ребенка» (англ. Creative Schools: The Grassroots Revolution That’s Transforming Education) — книга о современной системе образования и изменениях, которые ей необходимы, писанная Кеном Робинсоном и Лу Ароника.

## Об авторах
Сэр Кен Робинсон был ведущим специалистом в сфере развития человеческого капитала. В 1998 году он был главой Национальной комиссии по творческому потенциалу, образованию и экономике, которая была создана при правительстве Великобритании. Правительство Сингапура привлекало его в качестве международного советника для того, чтобы Сингапур стал креативным центром Юго-Восточной Азии. В 2003 году он был посвящен в рыцари за заслуги в сфере образования. Кен Робинсон умер 21 августа 2020 года.
Соавтор книги, Лу Ароника — занимается издательской деятельностью. Он автор романов «Blue» и «The Forever Year».

## Содержание
В своей книге Кен Робинсон и Лу Ароника предлагают новый подход к образованию. Они пытаются разобраться в важной проблеме современности — системе образования и считают, что существующая система образования устарела, и в XXI веке необходимо переходить к более персонализированному подходу в получении образования. Тем более, сейчас у человечества есть новые технологии и ресурсы, которые могут изменить процесс получения образования. В книге раскрывается взгляд на то, какой может быть современная школа в XXI веке.
В своей книге Робинсон затронул тему развития творческих способностей и определение интеллекта. Также, в книге содержатся рассуждения о тех способностях, которые система образования должна развивать у детей. Правительства стран жестко регулируют развитие общественного образования и направляет образовательный процесс в определённое русло, вводятся системы тестирования. Автор книги считает, что для того, чтобы реформировать образование к лучшему, нужно многое поменять. Робинсон утверждает, что все люди разные, они не бывают одинаковых стандартных форм и размеров, как и не бывают ими и их способности. В наше время требуется другой вид образования, который будет предполагать использование внутренней мотивации и творческого потенциала учащихся. Существуют школы, ученики которых занимаются строительством автомобилей, больше узнают о технологиях и механике. Существуют школы, в которых учащиеся могут выбирать, что именно хотят изучать. В книге авторы описывают, как именно они представляют себя работу учителей, директоров и учащихся.